# Eparchie Imaculada Conceição in Prudentópolis

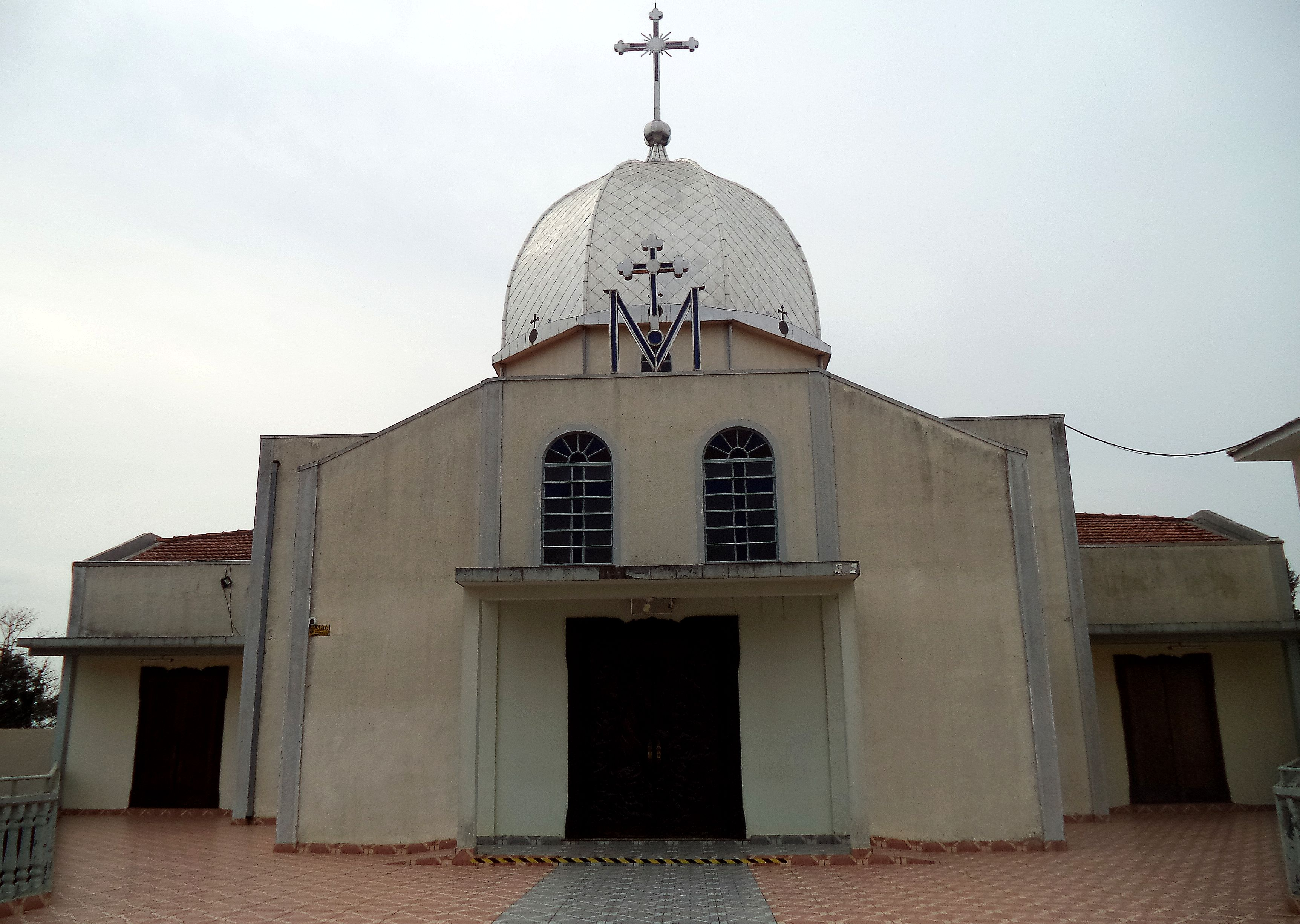
Eparchie der Unbefleckten Empfängnis in Prudentópolis

Die Eparchie Imaculada Conceição in Prudentópolis ist eine in Brasilien gelegene Eparchie der ukrainischen griechisch-katholischen Kirche mit Sitz in Prudentópolis.

## Geschichte
Die Eparchie Imaculada Conceição in Prudentópolis wurde am 12. Mai 2014 durch Papst Franziskus aus Gebietsabtretungen der Erzeparchie São João Batista em Curitiba errichtet und dieser als Suffragandiözese unterstellt. Erster Bischof wurde Meron Mazur OSBM.